# Motipur
Motipur è una città dell'India di 21.933 abitanti, situata nel distretto di Muzaffarpur, nello stato federato del Bihar. In base al numero di abitanti la città rientra nella classe III (da 20.000 a 49.999 persone).

## Geografia fisica
La città è situata a 26° 14' 44 N e 85° 10' 13 E.

## Società

### Evoluzione demografica
Al censimento del 2001 la popolazione di Motipur assommava a 21.933 persone, delle quali 11.722 maschi e 10.211 femmine. I bambini di età inferiore o uguale ai sei anni assommavano a 4.075, dei quali 2.117 maschi e 1.958 femmine. Infine, coloro che erano in grado di saper almeno leggere e scrivere erano 9.496, dei quali 6.108 maschi e 3.388 femmine.